# Canoa/kayak ai XVII Giochi del Mediterraneo
Le gare di canoa/kayak ai XVII Giochi del Mediterraneo si sono svolte il 27 e il 29 giugno 2013 alla boathouse nella Çukurova Üniversitesi.
Si è gareggiato in sei categorie diverse, di cui quattro maschili e due femminili, tutte kayak.

## Calendario
Le gare hanno seguito il seguente calendario:
| ● | Competizioni | ● | Finali |

| Giugno |    |    |    |    |    |    |    |    |    |    |    |    |
| 18     | 19 | 20 | 21 | 22 | 23 | 24 | 25 | 26 | 27 | 28 | 29 | 30 |
|        |    |    |    |    |    |    |    |    | ●  | ●  | ●  |    |

## Risultati

### Uomini
| Evento                 | Oro                                     | Argento                                | Bronzo                                        |
| K1 - 200 m (dettagli)  | Marko Dragosavljević                    | Manfredi Rizza                         | Saúl Craviotto                                |
| K1 - 1000 m (dettagli) | Francisco Cubelos                       | Jošt Zakrajšek                         | Mauro Crenna                                  |
| K2 - 200 m (dettagli)  | Spagna Saúl Craviotto Carlos Pérez Rial | Italia Mauro Pra Floriani Mauro Crenna | Turchia Çağrıbey Yıldırım Serhat Kadir Yilmaz |
| K2 - 1000 m (dettagli) | Italia Albino Battelli Nicola Ripamonti | Serbia Ervin Holpert Dejan Terzić      | Spagna Emilio Llamedo Diego Cosgaya           |

### Donne
| Evento                | Oro                     | Argento        | Bronzo          |
| K1 - 200 m (dettagli) | Špela Ponomarenko Janić | Norma Murabito | Milica Starović |
| K1 - 500 m (dettagli) | Špela Ponomarenko Janić | Sofia Campana  | Antonija Nađ    |

## Medagliere
| Posizione | Paese    |   |   |   | Totale |
| --------- | -------- | - | - | - | ------ |
| 1         | Slovenia | 2 | 1 | 0 | 3      |
| 2         | Spagna   | 2 | 0 | 2 | 4      |
| 3         | Italia   | 1 | 4 | 1 | 6      |
| 4         | Serbia   | 1 | 1 | 2 | 4      |
| 5         | Turchia  | 0 | 0 | 1 | 1      |
| Totale    | Totale   | 6 | 6 | 6 | 18     |